# Quintin Blair House
La Quintin Blair House és una casa construïda el 1952, dissenyada per l'arquitecte Frank Lloyd Wright. La casa, situada a Cody, Wyoming, és un exemple del tema natural house de Wright, que emfatitza la integració de les construcciones amb el paisatge. És l'únic edifici de Wright a Wyoming. El 1991 fou afegida a l'U.S.National Register of Historic Places.